# Модел Аткинсона и Шифрина
Идеја да подаци добијени од чула морају да буду подвргнути даљој обради није нова. Била је предмет разматрања филозофа, а затим и психолога у раним деценијама психологије као емпиријске науке. Педесетих година прошлог века сазрева идеја о томе да се обрада информација одвија у оквиру три међусобно повезана меморијска домена. У њих спадају: чулна меморија, оперативна меморија и дуготрајна меморија. До увида о постојању различитих типова меморије, дошло се на основу бројних истраживања која су обухватила различите аспекте обраде информације.

## Модел Аткинсона и Шифрина
Крајем шездесетих година прошлог века, Ричард Аткинсон и Ричард Шифрин праве синтезу дотадашњих истраживања когнитивних процеса и предлажу модел обраде информација који прихвата већина истраживача когнитивних процеса.
Према овом моделу памћења, инфромација коју региструју чула се краткотрајно задржава у чулној меморији, а њено трајање зависи од чулног модалитета. У овој меморијској инстанци, информација је неосмишљена и ускладиштена је у интегралном облику. Уколико није прослеђена у даље нивое обраде, информација се губи. Део информација из чулне меморије прослеђује се у оперативну меморију, где се такође краткотрајно задржава, а затим у дуготрајну меморију, где бива осмишљена. Осмишљена информација се враћа у оперативну меморију, чиме постаје садржај којим се тренутно оперише. Информација у оперативној меморији може да се обнавља, да се поново проследи у дуготрајну меморију и трајно ускладишти, или изгуби. Посебна компонента система обраде је дуготрајна меморија, у којој су трајно ускладиштена сва човекова знања. Овај модел дозвољава и директан контакт између чулне и дуготрајне меморије.
Значај овог модела је у томе што су први пут интегрално обухваћена дотадашња сазнања о начину на који обрађујемо информације. Све до појаве конекционистичког приступа средином осамдесетих година, основне поставке модела Аткинсона и Шифрина су биле опште прихваћен оквир за разматрање проблема обраде информација, а емпиријска истраживања су била усмерена на утврђивање карактеристика појединих компонената модела. Својим моделом, Аткинсон и Шифрин су увели терминолошки ред и координате у оквиру којих је могуће дискутовати проблеме обраде информација. Дефинишући компоненте модела, ови аутори су јасно разграничили поједине фазе обраде, али су оставили и простор за могуће интерактивне везе и процесе који се одвијају унутар појединих елемената система. Модел Аткинсона и Шифрина не представља нови приступ у описивању когнитивних процеса, али пружа могућност да се емпирисјки налази лоцирају у одређене делове система.